# Robert Karjel
Robert Heinz Johan Karjel, född 25 oktober 1965 i Högsbo, är en svensk författare och föreläsare. Han är uppvuxen  i Örebro men numera bosatt i Stockholm.
Robert Karjel är känd för sina insatser som helikopterpilot och före detta överstelöjtnant i det svenska flygvapnet och den enda svenska piloten som har flugit i USA:s marinkår. Han har lett internationella militära operationer på uppdrag av FN och EU, inklusive räddningsinsatser och piratbekämpning utanför Somalias kust.
Karjel debuterade 1997 med thrillern Gå över gränsen.

## Biografi
Karjel växte upp i Örebro, som son till en svensk mor, Solveig, och en estnisk far, Raivo. Hans far flydde från Estland som barn i slutet av andra världskriget. "Kanske skapade min blandade svensk-estniska bakgrund en permanent inre spänning," skrev Karjel i en författarprofil. "De nästan mytiska berättelserna om hjältemod som jag hörde när jag växte upp stod i kontrast till tristessen i den svenska förorten där jag bodde."
År 1987 reste Karjel till Amazonas, där han bodde med svenska missionärer i en by beroende av kokainhandeln, material som han använde i sin andra bok Skuggan av floden. År 1993 medverkade han i den svenska TV-versionen av Fångarna på fortet. År 2000 korsade han den Libyska öknen med sin 6-åriga dotter, och gjorde research för sin tredje bok De hängdas evangelium. Han har även tagit med sin andra dotter på dykresor i Röda havet och Indiska oceanen.
Karjel skrev de första utkasten till sina spänningsromaner för hand i linjerade anteckningsböcker som han tog med sig på resor och militära uppdrag.

## Militära uppdrag och karriär
År 2010 var Karjel chef för en helikopterdivision på fartyget HMS Carlskrona (P04), som en del av EU:s Operation Atalanta mot somaliska pirater i Adenviken. Han intervjuades under uppdraget i en BBC-dokumentärfilm, The Trouble with Pirates. Från 2011 till 2013 ledde han ett projekt på 800 miljoner dollar för det svenska flygvapnet, där han ansvarade för att införskaffa Black Hawk-helikoptrar för sjukvårdstransporter i Afghanistan.
År 2005 var han Copeland Fellow vid Amherst College, där han skrev stora delar av De redan döda. År 2013 hade han en författarresidens vid Ledig House, Omi International Arts Center, i delstaten New York.
Karjel har tilldelats flera utmärkelser för sina insatser inom Försvarsmakten, inklusive militära hedersutmärkelser från både svenska och internationella organ.
Robert Karjel är föreläsare och workshopledare, där han delar med sig av sin mångåriga erfarenhet från både militära insatser och krisledarskap. Hans föreläsningar fokuserar på hur man hanterar ledarskap under press, fattar beslut i oförutsägbara situationer och bygger förtroende i kritiska ögonblick. Han erbjuder verktyg för att stärka självledarskap, kommunikation och samarbetsförmåga – färdigheter som är avgörande för att klara av tuffa utmaningar både i arbetslivet och i personliga sammanhang. Han utsågs till Årets talare i Sverige 2013 och 2016 samt nominerades till Årets talare inom ledarskap 2022.